# イヴィツァ・ドラグティノヴィッチ
イヴィツァ・ドラグティノヴィッチ（Ivica Dragutinović, 1975年11月13日 - ）は、ユーゴスラビア (現：セルビア) のプリイェポリェ出身の元サッカー選手。元セルビア代表である。ポジションはDF。

## 経歴
1994年にFKボラツ・チャチャクでデビューした。2シーズン後、20歳のときにベルギーのKAAヘントに移籍し、2000年には強豪スタンダール・リエージュに移籍した。2002年から2004年までキャプテンを務めた。2005年にセビージャFCに移籍し、準レギュラーとして毎シーズン20試合前後に出場している。2006年と2007年にUEFAカップ連覇を果たし、2007年にはコパ・デル・レイとスーペルコパ・デ・エスパーニャでも優勝した。

## 所属クラブ
- FKボラツ・チャチャク 1994-1996
- KAAヘント 1996-2000
- スタンダール・リエージュ 2000-2005
- セビージャFC 2005-2011

## 代表歴

### 出場大会
- ユーゴスラビア代表
- セルビア・モンテネグロ代表
  - 2006 FIFAワールドカップ
- セルビア代表

### 試合数
- 国際Aマッチ 6試合 0得点（ユーゴスラビア代表、2000年-2002年）[1]
- 国際Aマッチ 22試合 0得点（セルビア・モンテネグロ代表、2002年-2006年）[1]
- 国際Aマッチ 21試合 0得点（セルビア代表、2006年-2010年）[1]

| ユーゴスラビア代表 | 国際Aマッチ | 国際Aマッチ |
| 年                 | 出場        | 得点        |
| ------------------ | ----------- | ----------- |
| 2000               | 1           | 0           |
| 2001               | 0           | 0           |
| 2002               | 5           | 0           |
| 通算               | 6           | 0           |

| セルビア・モンテネグロ代表 | 国際Aマッチ | 国際Aマッチ |
| 年                         | 出場        | 得点        |
| -------------------------- | ----------- | ----------- |
| 2002                       | 3           | 0           |
| 2003                       | 3           | 0           |
| 2004                       | 7           | 0           |
| 2005                       | 6           | 0           |
| 2006                       | 3           | 0           |
| 通算                       | 22          | 0           |

| セルビア代表 | 国際Aマッチ | 国際Aマッチ |
| 年           | 出場        | 得点        |
| ------------ | ----------- | ----------- |
| 2006         | 3           | 0           |
| 2007         | 6           | 0           |
| 2008         | 5           | 0           |
| 2009         | 6           | 0           |
| 2010         | 1           | 0           |
| 通算         | 21          | 0           |

## タイトル
セビージャFC
- UEFAカップ : 2006, 2007
- UEFAスーパーカップ : 2006
- コパ・デル・レイ : 2007
- スーペルコパ・デ・エスパーニャ : 2007